# Mansa fraudatrix
Mansa fraudatrix là một loài tò vò trong họ Ichneumonidae.